# Chiostro di Sant'Eframo Vecchio
Il chiostro di Sant'Eframo Vecchio è un chiostro di Napoli ubicato in piazza Sant'Eframo.
Fondato nel XVI secolo dai cappuccini, è abitato da pochi monaci ritirati a vita semplice. Alcuni corpi di fabbrica, costruiti in epoche diverse, hanno alterato l'aspetto originario.
Di forma rettangolare è delimitato da voluminosi e massicci pilastri in pietra. 